# Новоолександрівка (Кальміуський район)
Новоолекса́ндрівка — село в Україні, у Бойківській громаді Кальміуського району Донецької області. Населення становить 111 осіб.

## Загальні відомості
Відстань до райцентру становить близько 23 км і проходить автошляхом місцевого значення. Село розташоване на кордоні з Російською Федерацією, Неклинівський район Ростовської області.
Перебуває на території, яка тимчасово окупована російськими терористичними військами.

## Історія
До 1917 року німецьке поселення Новоолександрівка входила до складу Олександрівської волості Таганрізької округи Області Війська Донського.
7 (20) листопада 1917 року, відповідно до Третього Універсалу Української Центральної Ради, увійшло до складу Української Народної Республіки.  
З кінця 1934 року село входило до складу новоутвореного Остгеймського району, який 1935 року перейменували у Тельманівський на честь лідера німецьких комуністів Ернста Тельмана. У 2016 році в рамках декомунізації в Україні адміністративна одиниця, до якої належало село, перейменована рішенням Верховної Ради України у Бойківський район. 2020 року у процесі адміністративно-територіальної реформи Бойківський район увійшов до складу Кальміуського району.

## Населення
| Рік  | Кількість осіб |
| ---- | -------------- |
| 1915 | 202            |
| 1924 | 236            |
| 2001 | 111            |

За даними перепису 2001 року населення села становило 111 осіб, із них 79,28 % зазначили рідною мову українську та 20,72 % — російську.